# ألبرت جي. دو
ألبرت جي. دو هو مصرفي وسياسي أمريكي، ولد في 16 أغسطس 1808، وتوفي في 23 مايو 1908. نشط حزبياً في الحزب الجمهوري. وقد انتخب عضو جمعية ولاية نيويورك ‏ وانتخب عضو مجلس ولاية نيويورك ‏.